# Uniondale (Indiana)
Uniondale – miasto w Stanach Zjednoczonych, w stanie Indiana, w hrabstwie Wells.